# Polygala coridifolia
Polygala coridifolia là một loài thực vật có hoa trong họ Polygalaceae. Loài này được C. Presl miêu tả khoa học đầu tiên năm 1835.